# Boztepe Çayı
Pour les articles homonymes, voir Boztepe.
La rivière de Boztepe (Boztepe Çayı ou Kurucuk Çayı) est une rivière turque coupée par le barrage de Boztepe dans la province de Tokat. C'est un affluent du Yeşilırmak.